# 潘敦仔

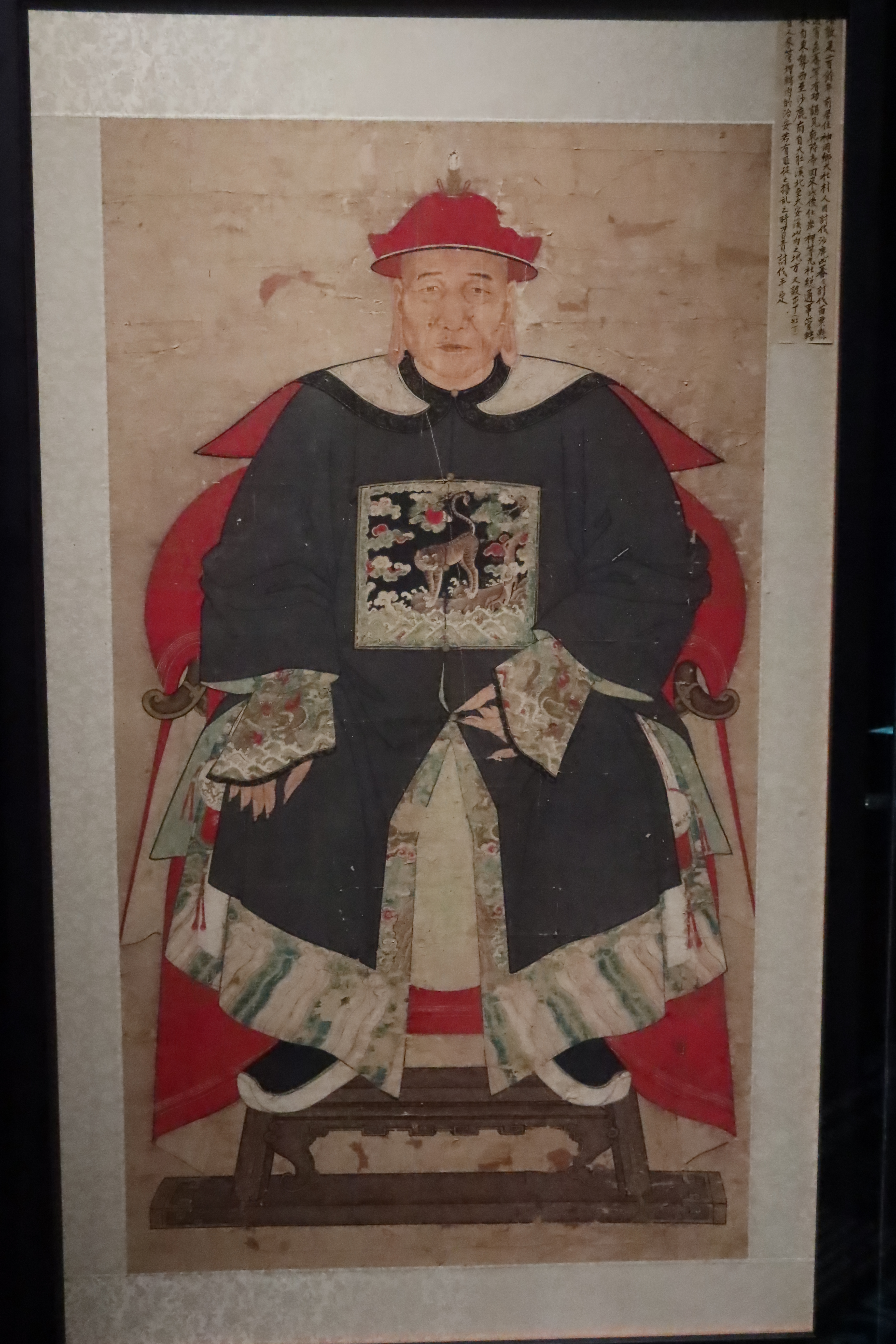
岸裡社頭目潘敦仔畫像

敦仔·阿打歪（漢名潘敦），1705年—1771年）是清治臺灣年間，巴宰族岸裡社第三任總土官。

## 生平

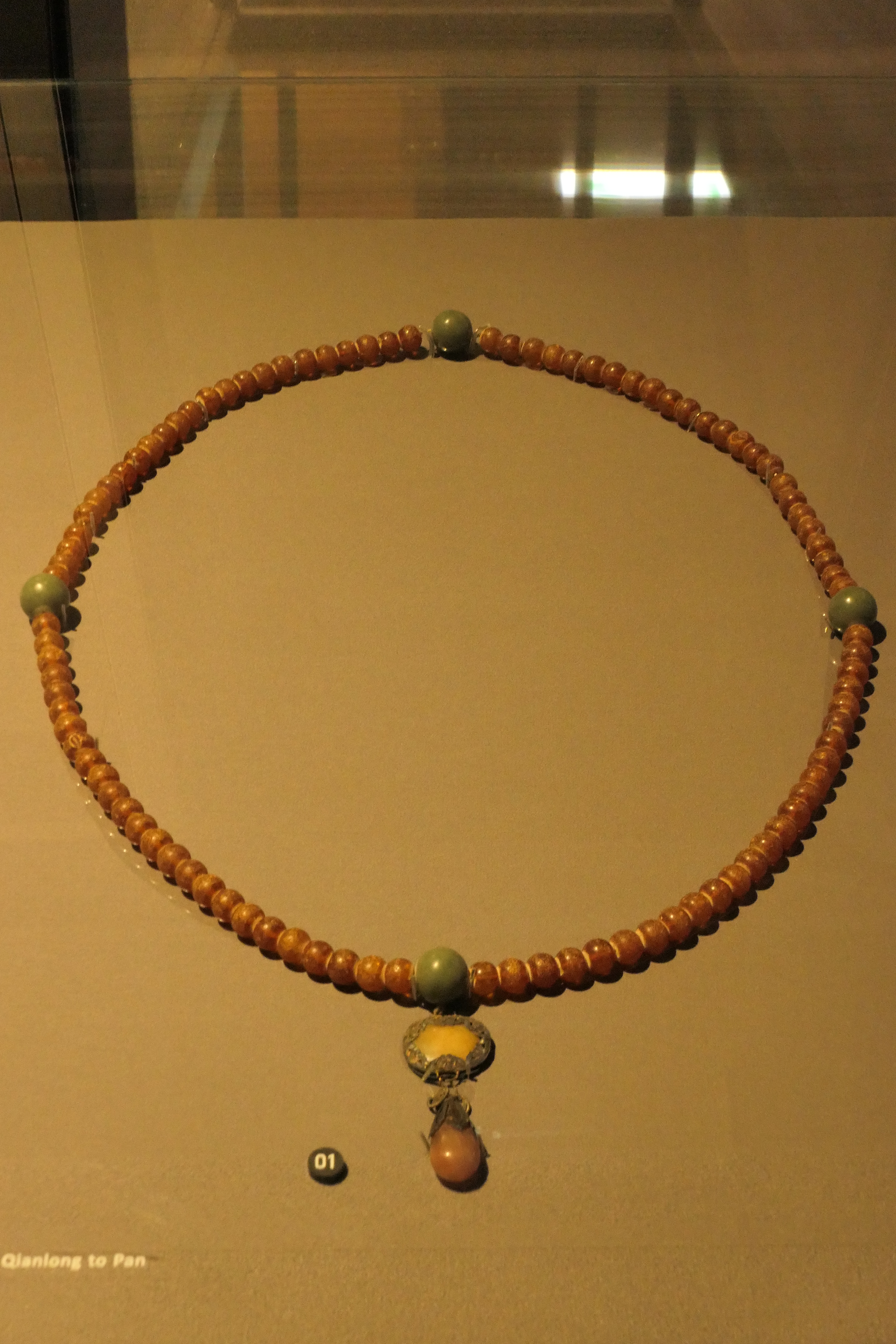
乾隆御賜潘敦仔之朝珠

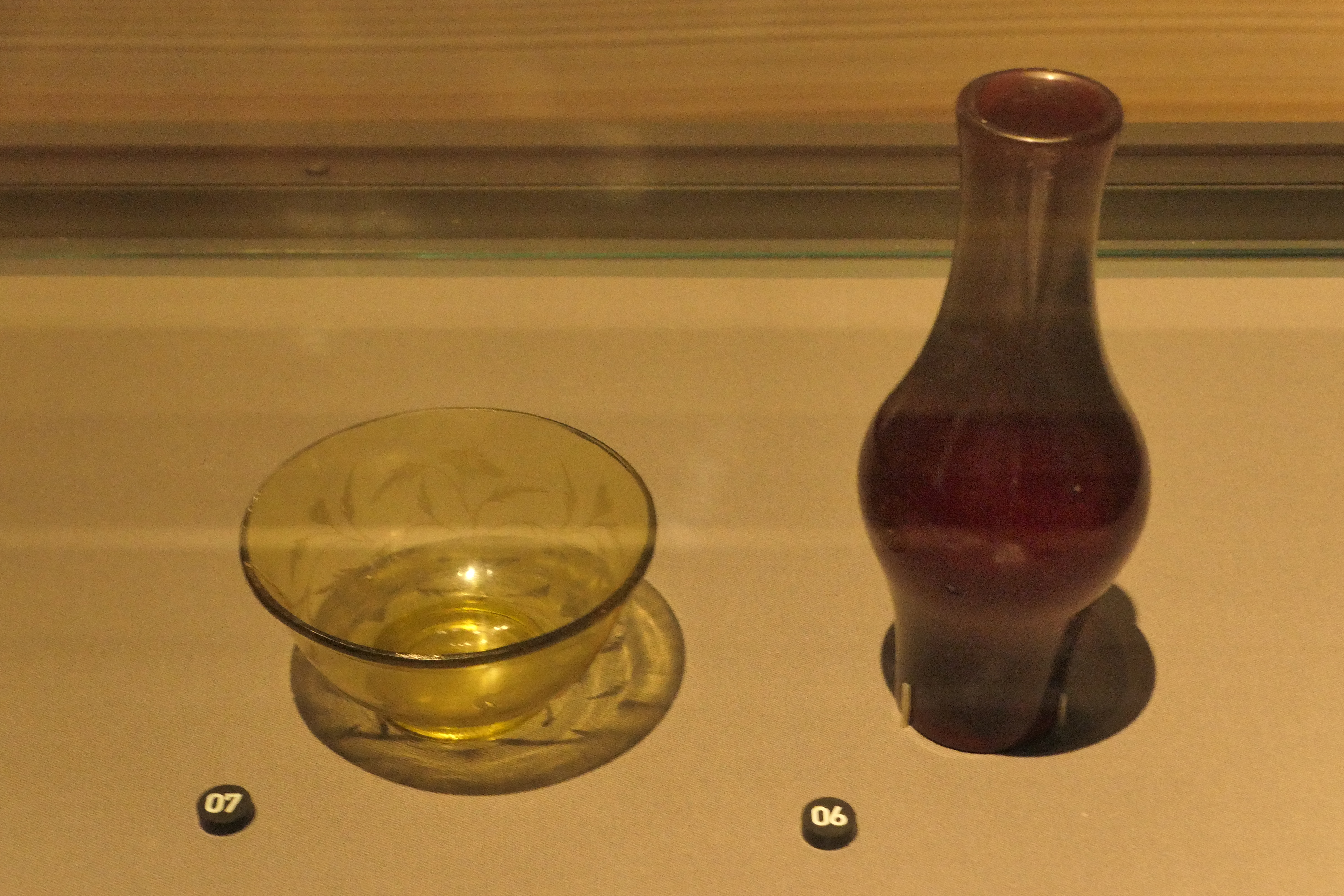
乾隆御賜潘敦仔之碗、瓶

康熙四十四年（1705年），敦仔阿打歪出生於岸裡社；敦仔阿打歪的祖父阿穆（亦作「阿莫」）在康熙年間協助清軍鎮壓平埔族通宵社亂事，因而於康熙五十四年（1715年）被封為岸裡九社第一任總土官。
康熙六十年（1721年）五月，敦仔阿打歪在朱一貴事件爆發時與通事張達京率領岸裡社族人於大肚溪防守並攔截起事分子。
雍正元年起，敦仔阿打歪與張達京及其所代表的六館業戶進行「割地換水」，以土地作為交換將耕作及水利技術引進岸裡社，並依各社人口平均分配田地，進而奠定岸裡社土地私有化，復使岸裡社人生活型態由狩獵游耕變成定居農耕；另外，敦仔阿打歪又招聘業戶及佃戶開墾岸裡社部分土地。
雍正四年（1726年），敦仔阿打歪參與圍剿水沙連社。
雍正九至十年（1731年 - 1732年），敦仔阿打歪協助清軍鎮壓大甲西社抗清事件與吳福生事件，並因而奉詔由王郡帶領前往紫禁城晉見雍正帝，復獲其賞賜御衣及號「大由仁」。
雍正十二年（1734年），敦仔阿打歪敘封正七品官銜，並被賜與蟒袍等寶物。
乾隆二年（1737年），敦仔阿打歪帶領岸里社人隨北路參將靳光瀚、淡水廳同知趙奇芳搜山圍捕後壠及加志閣社反叛族人。
乾隆五年（1740年），敦仔阿打歪被賜以潘姓；十月，巡臺御史楊二酉賞賜潘敦「忠勇可嘉」匾額。
乾隆七年（1742年），南北投社王永興計謀反叛，潘敦率領族眾前往圍剿。
乾隆二十三年（1758年）十一月，潘敦被任命為岸裡社通事，並擔任該職直至乾隆三十六年（1771年）四月；他是岸裡社首位非漢人通事。
乾隆三十一年（1766年），潘敦招撫東勢十三社泰雅族人歸順清廷。
潘敦名下田產分布於後神岡與豐原周遭，當時每年租金收入達穀數千石。
乾隆三十六年（1771年，或乾隆四十一年（1776年）），潘敦逝世，隨後被葬在大社楓仔林，後復遷葬大社潘家墓園。

## 家族
潘敦的姑丈是張達京；張達京自雍正元年（1723年）起任岸裡五社總通事，但因稍後發生多起通事入侵番界開墾事件，且有通事聯繫高山族出草抵禦，當局於是整肅革去張達京等具極大勢力的漢人通事，並將其遣回其戶籍所在地。

## 宅第
潘敦的家族宅第屬彷漢式大型三合院形式，其單元包含正廳、虎平、龍平、後陵等規制。

## 相關作品

### 中文小說
- 《敦仔腳下大肚山夕暮》，徐毅振著，台灣，晨星出版，2022。

## 外部連結
- 岸裡社頭目潘敦仔像 - 國立台灣博物館
- 岸裡社總土官潘敦仔畫像- 斯土斯民-臺灣的故事 - 國立臺灣歷史博物館 （页面存档备份，存于）
- 清代岸裡社番頭家 - Getmək moc.gov.tw （页面存档备份，存于）
- 潘主任 - 岸裡國小 （页面存档备份，存于）
- 209 總土官阿穆派下 （页面存档备份，存于）